# Lycodes jenseni
 Lycodes jenseni és una espècie de peix de la família dels zoàrcids i de l'ordre dels perciformes.

## Hàbitat
És un peix marí, de clima temperat i demersal que viu entre 126-150 m de fondària.

## Distribució geogràfica
Es troba a la mar d'Okhotsk.

## Observacions
És inofensiu per als humans.